# Чемпионат России по кёрлингу среди женщин 2015
23-й чемпионат России по кёрлингу среди женских команд в высших лига «А» и «Б» проходил с 19 февраля по 3 мая 2015 года в кёрлинг-центре «Ледяной куб» города Сочи. Чемпионский титул выиграла 1-я сборная Москвы.

## Регламент турнира
В высшей лиге «А» принимали участие 8 команд, 4 из которых представляли московский клуб «Москвич» (четыре сборные Москвы), две санкт-петербургский клуб «Адамант» («Адамант»-1 и «Адамант»-2), команда Краснодарского края и ещё одна команда из Москвы («Воробьёвы Горы»).
В отличие от чемпионатов прошлых лет нынешнее первенство кроме двухкругового турнира включило и стадию плей-офф, прошедшее в формате крупнейших международных турниров: два квалификационных матча (между двумя лучшими командами предварительного этапа за прямой выход в финал и между 3-й и 4-й командами за выход в полуфинал), полуфинал между проигравшим в первом квалификационном поединке и победителем во втором, матч за 3-е место между неудачниками полуфинала и первой квалификации и финал. Предварительный этап проводился в два круга. Места распределялись по общему количеству побед. В случае равенства этого у двух и более команд показателя приоритет отдавался преимуществу в личных встречах соперников.
Команда, занявшая в чемпионате последнее место, покидает высшую лигу «А». В переходных матчах за право играть в следующем сезоне в ведущем дивизионе встречаются 7-я команда высшей лиги «А» и 2-я высшей лиги «Б».
Все матчи чемпионата во всех дивизионах проводились в кёрлинг-центре «Ледяной куб» города Сочи. 1-й круг высшей лиги «А» прошёл с 19 по 22 февраля, 2-й круг и плей-офф высшей лиги «А» и турнир высшей лиги «Б» — с 27 апреля по 3 мая.

## Высшая лига «А»

### Результаты

#### Предварительный этап
| М | Команда                     | 1         | 2        | 3         | 4        | 5        | 6        | 7         | 8         | И  | В  | П  |
| - | --------------------------- | --------- | -------- | --------- | -------- | -------- | -------- | --------- | --------- | -- | -- | -- |
| 1 | Москва-1                    |           | 4:8 7:1  | 8:5 7:6   | 8:1 6:4  | 7:2 7:6  | 10:2 9:4 | 10:6 10:4 | 7:6 11:5  | 14 | 13 | 1  |
| 2 | Москва-2                    | 8:4 1:7   |          | 8:7 6:7   | 2:11 2:6 | 6:5 9:7  | 8:4 9:4  | 9:3 8:1   | 6:4 9:4   | 14 | 10 | 4  |
| 3 | «Адамант»-1 Санкт-Петербург | 5:8 6:7   | 7:8 7:6  |           | 6:11 7:6 | 8:5 10:7 | 10:7 8:6 | 6:5 4:3   | 11:1 10:1 | 14 | 10 | 4  |
| 4 | Краснодарский край Сочи     | 1:8 4:6   | 11:2 6:2 | 11:6 6:7  |          | 8:1 4:5  | 4:6 5:4  | 9:5 9:2   | 7:5 13:0  | 14 | 9  | 5  |
| 5 | «Адамант»-2 Санкт-Петербург | 2:7 6:7   | 5:6 7:9  | 5:8 7:10  | 1:8 5:4  |          | 7:8 11:5 | 10:5 6:3  | 9:5 6:3   | 14 | 6  | 8  |
| 6 | «Воробьёвы Горы» Москва     | 2:10 4:9  | 4:8 4:9  | 7:10 6:8  | 6:4 4:5  | 8:7 5:11 |          | 3:9 5:7   | 8:4 5:4   | 14 | 4  | 10 |
| 7 | Москва-3                    | 6:10 4:10 | 3:9 1:8  | 5:6 3:4   | 5:9 2:9  | 5:10 3:6 | 9:3 7:5  |           | 7:9 7:3   | 14 | 3  | 11 |
| 8 | Москва-4                    | 6:7 5:11  | 4:6 4:9  | 1:11 1:10 | 5:7 0:13 | 5:9 3:6  | 4:8 4:5  | 9:7 3:7   |           | 14 | 1  | 13 |

Команда Москва-4 выбыла в высшую лигу «Б». Москва-3 проведёт переходные матчи за право выступления в высшей лиге «А» следующего сезона со 2-й командой высшей лиги «Б».

#### Плей-офф
Плей-офф-1 (1-2 места)
|          | Итого |
| -------- | ----- |
| Москва-1 | 8     |
| Москва-2 | 4     |

Плей-офф-2 (3-4 места)
|                    | Итого |
| ------------------ | ----- |
| «Адамант»-1        | 8     |
| Краснодарский край | 4     |

Полуфинал
|             | Итого |
| ----------- | ----- |
| «Адамант»-1 | 5     |
| Москва-2    | 3     |

Матч за 3-е место
|                    | 1 | 2 | 3 | 4 | 5 | 6 | 7 | 8 | 9 | 10 | Итого |
| ------------------ | - | - | - | - | - | - | - | - | - | -- | ----- |
| Краснодарский край | 2 | 0 | 1 | 0 | 1 | 0 | 6 | 0 | Х | Х  | 10    |
| Москва-2           | 0 | 1 | 0 | 2 | 0 | 1 | 0 | 2 | Х | Х  | 6     |

Финал
|             | 1 | 2 | 3 | 4 | 5 | 6 | 7 | 8 | 9 | 10 | Итого |
| ----------- | - | - | - | - | - | - | - | - | - | -- | ----- |
| Москва-1    | 2 | 0 | 1 | 0 | 0 | 0 | 2 | 2 | 0 | 0  | 7     |
| «Адамант»-1 | 0 | 2 | 0 | 0 | 1 | 0 | 0 | 0 | 1 | 0  | 4     |

### Итоги

#### Положение команд
| Москва-1                      | 5. «Адамант»-2 (Санкт-Петербург) |
| «Адамант»-1 (Санкт-Петербург) | 6. «Воробьёвы Горы» (Москва)     |
| Краснодарский край (Сочи)     | 7. Москва-3                      |
| 4. Москва-2                   | 8. Москва-4                      |

#### Призёры
Москва-1: Анна Сидорова, Маргарита Фомина, Александра Саитова, Екатерина Галкина, Нкеирука Езех. Тренер — Ольга Андрианова.
  «Адамант»-1 (Санкт-Петербург): Алина Ковалёва, Ульяна Васильева, Елена Ефимова, Оксана Богданова, Мария Комарова. Тренер — Алексей Целоусов.
  Краснодарский край (Сочи): Ольга Жаркова, Юлия Гузиёва, Юлия Портунова, Галина Арсенькина. Тренер — Сергей Беланов.

## Высшая лига «Б»
Соревнования в высшей лиге «Б» состояли из предварительного этапа и плей-офф. На предварительной стадии 20 участвовавших команд разделены на 4 группы, в каждой из которых команды играли в один круг. В плей-офф вышли по две лучшие команды из групп и далее по системе с выбыванием определили призёров турнира. Победитель получил путёвку в высшую лигу «А» следующего сезона, проигравший в финале — право на проведение переходных матчей с 7-й командой высшей лиги «А».

### Результаты

#### Предварительный этап
| Группа «А» | Группа «А»                         | Группа «А» | Группа «А» | Группа «А» |
| М          |                                    | И          | В          | П          |
| ---------- | ---------------------------------- | ---------- | ---------- | ---------- |
| 1          | «Воробьёвы Горы»-2 (Москва)        | 4          | 3          | 1          |
| 2          | УОР-2 (Санкт-Петербург)            | 4          | 3          | 1          |
| 3          | Челябинск-1                        | 4          | 2          | 2          |
| 4          | Москва-6                           | 4          | 2          | 2          |
| 5          | «Варшавский Лёд» (Санкт-Петербург) | 4          | 0          | 4          |

| Группа «В» | Группа «В»                         | Группа «В» | Группа «В» | Группа «В» |
| М          |                                    | И          | В          | П          |
| ---------- | ---------------------------------- | ---------- | ---------- | ---------- |
| 1          | Калининград                        | 4          | 4          | 0          |
| 2          | «Юнион» (Москва)                   | 4          | 3          | 1          |
| 3          | ШВСМ ЗВС (Санкт-Петербург)         | 4          | 2          | 2          |
| 4          | «Нева» (Санкт-Петербург)           | 4          | 1          | 3          |
| 5          | «Балканский Лёд» (Санкт-Петербург) | 4          | 0          | 4          |

| Группа «С» | Группа «С»                     | Группа «С» | Группа «С» | Группа «С» |
| М          |                                | И          | В          | П          |
| ---------- | ------------------------------ | ---------- | ---------- | ---------- |
| 1          | Московская область-2 (Дмитров) | 4          | 4          | 0          |
| 2          | Челябинск-2                    | 4          | 2          | 2          |
| 3          | «Адамант»-3 (Санкт-Петербург)  | 4          | 2          | 2          |
| 4          | «Тилайн» (Москва)              | 4          | 1          | 3          |
| 5          | «Татарстан» (Казань)           | 4          | 1          | 3          |

| Группа «D» | Группа «D»                     | Группа «D» | Группа «D» | Группа «D» |
| М          |                                | И          | В          | П          |
| ---------- | ------------------------------ | ---------- | ---------- | ---------- |
| 1          | Московская область-1 (Дмитров) | 4          | 4          | 0          |
| 2          | «Гео» (Москва)                 | 4          | 3          | 1          |
| 3          | Москва-5                       | 4          | 1          | 3          |
| 4          | Московский кёрлинг-клуб        | 4          | 1          | 3          |
| 5          | Санкт-Петербург                | 4          | 1          | 3          |

#### Плей-офф
Четвертьфинал
|                    | Итого |
| ------------------ | ----- |
| «Воробьёвы Горы»-2 | 13    |
| «Юнион»            | 2     |

|                      | Итого |
| -------------------- | ----- |
| Московская область-2 | 7     |
| «Гео»                | 4     |

|                      | Итого |
| -------------------- | ----- |
| Московская область-1 | 9     |
| Челябинск-2          | 2     |

|             | Итого |
| ----------- | ----- |
| УОР-2       | 7     |
| Калининград | 6     |

Полуфинал
|                      | Итого |
| -------------------- | ----- |
| Московская область-2 | 9     |
| «Воробьёвы Горы»-2   | 3     |

|                      | Итого |
| -------------------- | ----- |
| УОР-2                | 6     |
| Московская область-1 | 4     |

Матч за 3-е место
|                      | Итого |
| -------------------- | ----- |
| Московская область-1 | 6     |
| «Воробьёвы Горы»-2   | 4     |

Финал
|                      | Итого |
| -------------------- | ----- |
| УОР-2                | 5     |
| Московская область-2 | 4     |

### Итоги
Команда УОР-2 выиграла путёвку в высшую лигу «А» 2016. Команда Московской области-2 в стыковом матче проиграла сборной Москвы-3, которая тем самым сохранила место в высшей лиге «А» следующего сезона.